# Waltwilder
Waltwilder est une section de la ville belge de Bilzen située en Région flamande dans la province de Limbourg. C'était une commune à part entière avant la fusion des communes de 1977.
Le village est situé à 13 kilomètres au nord-est de Tongres.

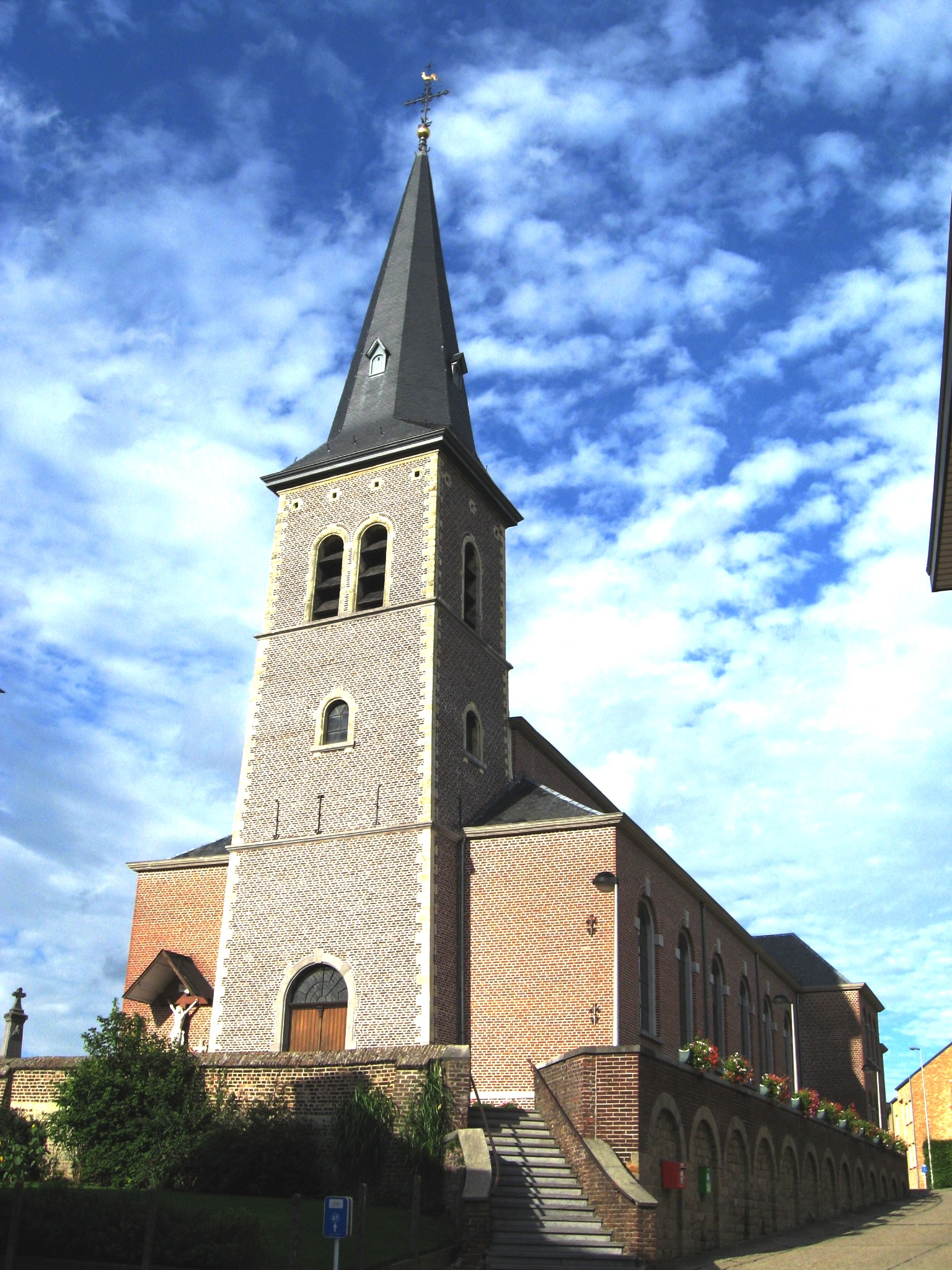
Église Saint-Remy

## Évolution démographique
- Sources: INS, www.limburg.be et Ville de Bilzen